# Páncreas ectópico
En biología y medicina, se conoce como páncreas ectópico a una masa de tejido pancreático localizado fuera de su posición anatómica normal. Las localizaciones más habituales son: esófago, estómago, duodeno, íleon y vía biliar.

## Formación embrionaria
Durante el desarrollo embrionario con el plegamiento cefalocaudal y lateral del embrión, una parte de la cavidad del saco vitelino revestida por endodermo queda incorporada al embrión para formar el intestino primitivo que forma un tubo ciego, el intestino anterior y el intestino posterior respectivamente; del intestino anterior se origina el páncreas que está formado por dos esbozos, dorsal y ventral que se originan en el revestimiento endodérmico del duodeno, mientras que el esbozo pancreático dorsal está situado en el mesenterio dorsal, el esbozo pancreático ventral guarda íntima relación con el colédoco Cuando el duodeno efectúa su rotación hacia la derecha y toma la forma de una C, el esbozo pancreático ventral se desplaza rotando dorsalmente teniendo contacto con la pared del abdomen, intestino y mesenterio pudiendo quedar incluidos en estos órganos.

## Manifestaciones clínicas
El páncreas ectópico suele ser asintomático sin embargo los síntomas pueden presentarse por un incremento en la secreción hormonal y enzimática del tejido ectópico, usualmente el paciente con páncreas ectópico presenta sintomatología clínica inespecífica como:
- Dolor epigástrico 77%[2]
- Náuseas y distensión abdominal 30%
- Vómitos 18%
- Melena 24%

## Diagnóstico
Al no presentar sintomatología su diagnóstico es de manera incidental, el hallazgo suele ser una masa pequeña, sésil de consistencia ahulada, localizado en la submucosa en un 85%. Los procedimientos por los que se puede realizar su diagnóstico son:
- Laparotomía
- Biopsia
- Endoscopia
- Necropsia
- Cámara endoscópica

## Tratamiento
El páncreas ectópico asintomático no requiere de intervención quirúrgica solo seguimiento.
El páncreas ectópico sintomático que manifiesta sintomatología requiere de endoscopia y cirugía el proceder dependerá del tipo y el tamaño del tejido ectópico, como se encuentra en la mucosa o submucosa, suele realizarse una resección de la mucosa por endoscopia.

## Complicaciones raras
- Pseudoquiste pancreático
- Sangrado gastrointestinal alto
- Adenocarcinoma